# Деїдамія (донька Пірра II)
Деідамія II Епірська (Дейдамея (грецька: Δηϊδάμεια) або Лаодамія (грецька: Λαοδάμεια)) — правляча цариця Епіру, грецька принцеса, дочка Пірра II Епірського.

## Біографія
Після смерті батька та дядька Птоломея ΙΙ Деідамія була останньою представницею королівської династії Еакідів в Епірі. У неї була сестра Нереїда Епірська, яка вступила в шлюб з Гелоном ІІ із Сіракузи. Під час заколоту в Епірі сестра вислала 800 найманців з Галлії Деідамії на підтримку. Частина молосів підтримала її, і за допомогою найманців вона ненадовго зайняла Амбрацію.
Коли епіроти запропонували мир, Деідамія погодилась лише за умови, що вони визнають її спадкові права та славу її предків. Але деякі Епіроти змовились проти неї і підкупили Нестора, одного з охоронців Александра, щоб її вбити.
Нестор не зміг вбити Деідамію, і вона втекла, отримавши притулок в храмі Артеміди Гегемони (давньогр. Ἡγεμόνης Ἀρτέμιδος), але була вбита у святилищі Мілоном (Μίλων). Внаслідок цього Мілон був відповідальний за смерть власної матері Філотери (Φιλωτέρα), яка незабаром після цього злочину вкоротила собі віку. За словами Поляна, вона сказала Мілону, що він є матеревбивцею (давньогр.: ὁ μητροφόντης ἐπὶ φόνῳ πράσσει φόνον). Дата цієї події точно не визначена, але вона сталася під час правління Деметрія II Етолійського в Македонії (239–229 рр. до н. е.).